# ISO 690
ISO 690 è una norma (standard) emanata dall'ISO, che specifica quali elementi devono obbligatoriamente essere indicati nei riferimenti bibliografici di pubblicazioni monografiche e periodiche e dei relativi capitoli, articoli, ecc., stabilendo anche l'ordine in cui tali elementi vanno riferiti. 
Fornisce inoltre le convenzioni per la trascrizione e la citazione di informazioni tratte da fonti pubblicate.

## Storia
ISO 690 copre i riferimenti di materiali pubblicati sia in forma stampata che non stampata (Codice ICS: 01.140.20). In ogni caso, non trova applicazione ai riferimenti a manoscritti o altro materiale non pubblicato.
Questa norma è strutturata in due documenti ISO:
- ISO 690:1987, "Documentation - Bibliographic references - Content, form and structure"[1]
- ISO 690-2:1997, "Information and documentation - Bibliographic references - Part 2: Electronic documents or parts thereof"

L'UNI ha adottato le due norme ISO nelle seguenti norme in lingua italiana:
- Norma UNI ISO 690:2014, " Informazione e documentazione - Raccomandazioni per i riferimenti bibliografici e le citazioni di risorse informative", Data di entrata in vigore: 18 dicembre 2014. Sostituisce la norma UNI ISO 690:2007 e recepisce la norma ISO 690:2010 del 15 giugno 2010.
- Norma UNI ISO 690-2:2004, "Informazione e documentazione - Riferimenti bibliografici - Parte 2: Documenti elettronici o loro parti", Data di entrata in vigore: 1º ottobre 2004.

## Norma UNI ISO 690:2007
La norma in lingua italiana, adozione della norma internazionale ISO 690 (edizione agosto 1987) specifica gli elementi da includere nei riferimenti bibliografici a monografie e a pubblicazioni in serie, a capitoli di monografie, ad articoli su riviste, ecc., oppure a documenti di brevetti.

### Esempio di riferimento a Monografia
- Responsabilità primaria (autore)[2]: LOMINADZE, D.G.[3]
- Titolo: Cyclotron Waves in Plasma[4]
- Responsabilità secondaria (traduttore): Translated by A.N. Dellis (come indicato nel frontespizio)
- Responsabilità secondaria (curatore): Edited by S.M. Hamberger (come indicato nel frontespizio)
- Edizione[5]: 1ª ediz.
- Pubblicazione (luogo, editore, anno)[6]: Oxford: Pergamon Press, 1981
- Pagine[7]: pp. 206
- Collana e numero di collana[8]: International Series in Natural Philosophy, 102
- Note aggiuntive: Traduzione in inglese di: Ciklotronnye volny v plazme[4]

LOMINADZE, D.G., Cyclotron Waves in Plasma, Translated by A.N. Dellis, Edited by S.M. Hamberger, 1ª ediz., Oxford: Pergamon Press, 1981 (International Series in Natural Philosophy, 102) [Traduzione in inglese di: Ciklotronnye volny v plazme] ISBN 0-08-021680-3.

### Esempio di riferimento a Pubblicazione in serie
- Titolo[9]: Communications equipment manufacturers.
- Responsabilità: Manufacturing and Primary Industries Division, Statistics, Canada.
- Edizione: Edizione preliminare
- Designazione dell'uscita (data e/o numeri): 1970-.
- Pubblicazione (luogo, editore): Ottawa: Statistics Canada,
- anno: 1971-.
- Serie: Censimento annuale dei Produttori.
- Note: Testo in inglese e in Francese.
- Numero standard ISSN: 0700-0758.

Communications equipment manufacturers. Manufacturing and Primary Industries Division, Statistics, Canada. Edizione preliminare. 1970-, Ottawa: Statistics Canada, 1971-, Censimento annuale dei produttori. Testo in inglese e in francese. ISSN 0700-0758.

### Esempio di riferimento a Parte di monografia
- Responsabilità primaria (autori)[10]: PARKER, T.J. e HASWELL, W.A.
- Titolo della monografia: A Text-book of Zoology
- Edizione: 5ª ediz.
- Responsabilità secondaria (curatore dell'edizione): W.D. Lang
- Numerazione del volume: vol. 1
- Pubblicazione (luogo, editore, anno): London: Macmillan, 1930
- Numerazione e titolo della parte (capitolo): cap. 12, Phylum Mollusca
- Localizzazione all'interno dell'ospitante (pagina iniziale e finale): p. 663-782

PARKER, T.J. e HASWELL, W.A., A Text-book of Zoology, 5ª ediz., revised by W.D. Lang, vol. 1, London: Macmillan, 1930, cap. 12, Phylum Mollusca, p. 663-782.

### Esempio di riferimento a Contributi in monografie
- per il contributo:
  - Responsabilità primaria (autore): WRIGLEY, EA.
  - Titolo: Parish registers and the historian.
- a seguire per l'ospitante, preceduto da In:
  - Responsabilità primaria (autore): STEEL, DJ.
  - Titolo: National index of parish registers.
  - Edizione:
  - Pubblicazione (luogo, editore, anno): London: Society of Genealogists, 1968
  - Localizzazione all'interno dell'ospitante: vol. 1, p. 155-167.

WRIGLEY, EA, Parish registers and the historian, in STEEL, DJ., National index of parish registers, London: Society of Genealogists, 1968, vol. 1, p. 155-167.

### Esempio di riferimento ad Articoli, ecc., in pubblicazioni in serie
- Responsabilità primaria (autore): WEAVER, William.
- Titolo: The collectors: command Performances.
- Responsabilità secondaria: Fotografia di Robert Emmett Bright.
- Titolo del documento ospitante: Architectural digest.
- Edizione:
- Localizzazione all'interno dell'ospitante:
  - Anno, designazione dell'uscita: dicembre 1985, vol. 42,
  - paginazione della parte: n. 12, p. 126-133.

WEAVER, William. The collectors: command performances. Fotografia di Robert Emmett Bright. Architectural digest, dicembre 1985, vol. 42, n. 12, p. 126-133.

### Esempio di riferimento a Documenti di brevetti
- Responsabilità primaria (richiedente)[11]: Carl Zeiss Jena, VEB
- Titolo dell'invenzione: Anordnung zur lichtelektrischen Erfassung der Mitte eines Lichtfeldes.
- Responsabilità secondaria: Erfinder: W. FEIST, C.WAHNERT, E. FEISTAUER.
- Note: Int. Cl.3 G02 8 27/14.
- Identificatore di documento:
  - Paese o ufficio emittente: Schweiz
  - Tipo di documento di brevetto: Patentschrift,
  - Numero: 608 626.
- Data di pubblicazione del documento citato: 1979-01-15.

CARL ZEISS JENA, VEB. Anordnung zur lichtelektrischen Erfassung der Mitte eines Lichtfeldes. Erfinder: W. FEIST, C.WAHNERT, E. FEISTAUER. Int. Cl.3 G02 8 27/14. Schweiz Patentschrift, 608 626. 1979-01-15.

## Norma UNI ISO 690-2:2004
La norma in lingua italiana, adozione della norma internazionale ISO 690-2 (edizione novembre 1997). specifica gli elementi che devono essere inseriti nei riferimenti bibliografici ai documenti elettronici (l'ordine degli elementi, le convenzioni per la trascrizione e la presentazione).
Gli elementi del riferimento derivano dal documento elettronico stesso o dalla documentazione di accompagnamento; per esempio, in un riferimento bibliografico ad un documento disponibili su Internet, devono riguardare il titolo, le date, le informazioni di localizzazione, ecc. per la determinata versione che è stata vista e la determinata localizzazione geografica nella rete, dalla quale si è avuto accesso alla versione. Elementi del documento completo:
- Responsabilità principale (Obbligatoria)
- Titolo (Obbligatorio)
- Modalità di trasmissione (Obbligatorio)
- Responsabilità secondaria (Facoltativa)
- Edizione (Obbligatoria)
- Luogo di pubblicazione (Obbligatorio)
- Editore (Obbligatorio)
- Data di pubblicazione (Obbligatoria)
- Data di aggiornamento/revisione (Obbligatoria)
- Data di citazione (Obbligatoria per i documenti in linea; Facoltativa per altri)
- Serie/collezione (Facoltativa)
- Note (Facoltative)
- Disponibilità e accesso (Obbligatoria per i documenti online; Facoltativa per altri)
- Numero standard (Obbligatorio)